# Кіннота в Першій світовій війні
Кіннота в Першій світовій війні — використання коней у Першій світовій війні, що ознаменувало перехідний період у розвитку збройних конфліктів та військової справи в цілому. Кавалерійські підрозділи спочатку вважалися основними наступальними елементами військової сили, але в ході війни вразливість коней від вогню сучасних кулеметів, мінометів і артилерії зменшила їх корисність на полі бою. Це відбувалося паралельно з появою на полі бою танків, які зрештою замінили кавалерію в ударній тактиці. Хоча уявлення про коня на війні різко змінилося, коні все ще відігравали значну роль протягом усієї війни.
Усі основні учасники бойових дій у Першій світовій війні вступили у конфлікт, маючи власну кавалерію. В європейських державах доля кавалерійських формувань становила 8—10 % від загального складу армій. Їй приділялося велике значення, але кожна країна мала власні погляди на бойове застосування кінноти: в Німеччині їй відводилася оперативна роль, у Франції та інших державах Антанти, за винятком Російської імперії, дії кінних підрозділів обмежували областю тактики. У Росії передбачалося оперативне і тактичне використання великих кавалерійських формувань у складі загальновійськових з'єднань та об'єднань як ударну силу. Головним способом бойових дій кавалерії вважалося ведення бою в кінному бойовому порядку. Втім, невдовзі після початку війни Імперська армія Німеччини припинила практику застосування кінних підрозділів на Західному фронті, але продовжувала використовувати їх обмежено на Східному фронті, фактично до кінця воєнних дій на цьому театрі війни. Під час війни Османська імперія широко використовувала кавалерію. З боку Антанти найрозвинутішою була британська кавалерія: Велика Британія використовувала кінну піхоту та кавалерію протягом усієї війни. США використовували кавалерію короткочасно й в обмеженому масштабі. Незважаючи на те, що кавалерія союзників не досягла особливого успіху на Західному фронті, вона мала певний успіх на Близькому Сході через відкритий характер місцевості регіону, який дозволяв більш традиційні форми пересувань, на додаток до меншої концентрації артилерії та кулеметів на площину фронту. Російська імперія використовувала кінноту на Східному фронті, але з обмеженим успіхом.
Усі армії учасників війни активно використовували коней для матеріально-технічного забезпечення; вони краще, ніж механізовані транспортні засоби, пересувалися через глибоку багнюку та по пересіченій місцевості. Коні використовувалися для розвідки та перевезення посильних, а також для буксирування артилерії, санітарних машин і возів. Присутність коней часто підвищувала моральний дух солдатів на фронті, але тварини сприяли хворобам і поганим санітарним умовам у таборах, викликаним їх захворюваннями і трупами. Цінність коней і зростаюча складність їх заміни були такими, що до 1917 року деяким військам було сказано, що втрата коня є більшою тактичною проблемою, ніж втрата солдата-людини. Зрештою, блокада Німеччини завадила Центральним державам імпортувати коней замість втрачених, що якоїсь мірою сприяло поразці Німеччини. До кінця війни навіть добре забезпечена армія США відчувала брак коней.
Умови для коней на фронті були суворі; вони гинули від артилерійських обстрілів, страждали від шкірних захворювань і труїлися отруйними газами. Сотні тисяч коней загинули, ще багато було вилікувано у ветеринарних лікарнях і відправлено назад на фронт. Заготівля фуражу була серйозною проблемою, і Німеччина втратила багато коней унаслідок голоду.
В пам'ять про загиблих коней встановлено кілька меморіалів. Художники, включно з Альфредом Маннінгсом, широко документували роботу коней під час війни, і коні фігурували у військовій поезії. У романах, п'єсах і документальних фільмах також фігурували коні Першої світової війни.
Після Першої світової війни більшість країн почала поступово скорочувати й розформовувати підрозділи кавалерії на користь танків, хоча кілька кавалерійських формувань все ще активно використовувалися під час Громадянської війни в Росії, у локальних конфліктах міжвоєнного часу, а також у Другій світовій війні, переважно Червоною армією. До кінця Другої світової війни коней зрідка бачили в боях, але все ще широко використовували для перевезення військ і припасів.

## Історія

### Антанта

#### Британська імперія
Напередодні Першої світової війни Велика Британія збільшила свої кавалерійські резерви, побачивши ефективність кінних бурів під час Другої англо-бурської війни. На серпень 1914 року в британській армії перебував 31 кавалерійський полк, три палацових церемоніальних і 28 лінійних: сім драгунських гвардійських, три драгунських, 12 гусарських і шість уланських полків, в яких проходило службу більше 15 000 кавалеристів. У британській армії термін «кавалерія» використовувався лише для регулярних армійських частин. Іншими кінними полками в армії, які були частиною резерву територіальних сил, були 55 йоменських полків та три спеціальні резервні кінні полки. Кілька кавалерійських полків чисельністю 6000 чоловік служили за кордоном у Британській Індії, Південній Африці та Єгипті. 12 полків, що базувалися у метрополії, входили до чотирьох кавалерійських бригад, по три полки на бригаду, що з початком війни утворили кавалерійську дивізію Британських експедиційних сил. Після оголошення війни в серпні 1914 року кавалерія приєдналася до решти експедиційних сил у Франції разом із 5-ю окремою кавалерійською бригадою, сформованою з трьох окремих кінних полків, які тоді базувалися в Англії. Британські кавалерійські бригади були на третину більші за французькі та німецькі бригади, які мали лише по два полки в штатах.
Також у перші місяці війни було сформовано 24 резервні кавалерійські полки для навчання новобранців кавалерійських і йоменських полків. Лише чотири з них брали участь у боях — 6-й, 8-й, 9-й і 10-й резервні кавалерійські полки — під час Великоднього повстання 1916 року в Дубліні.
Кінні підрозділи британської армії вступили у бої з перших днів війни. 22 серпня 1914 року кавалеристом, капралом Едвардом Томасом з 4-го Королівського Ірландської полку драгунської гвардії, був зроблений перший британський постріл у війні. Під час патрулювання поблизу французького Касто напередодні битви при Монсі. Протягом 19 днів після того, як Велика Британія розпочала мобілізацію, 24 серпня 1914 року 9-й уланський кавалерійський полк під проводом Девіда Кемпбелла разом із ескадроном 4-го драгунського гвардійського полку вступив у бій з німецькими військами. Кавалерійська атака призвела до втрат британцями 250 чоловік і 300 коней. 7 вересня війська Кемпбелла знову атакували, цього разу проти німецького 1-го гвардійського драгунського полку, іншого кавалерійського полку.

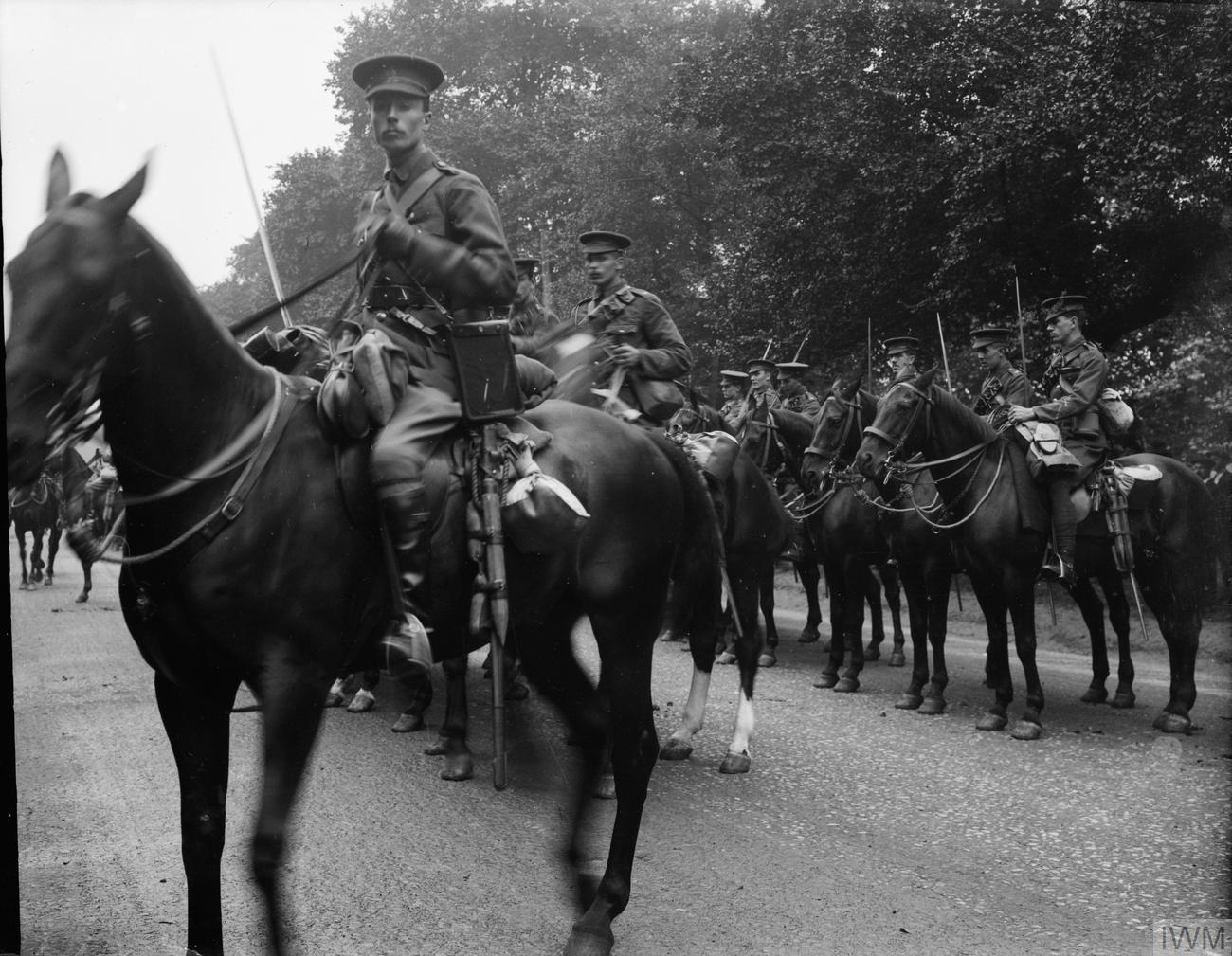
Британський кавалерійський підрозділ перед боєм. Серпень 1914

Кіннота виявилася незамінними для британської армії в Палестині, що діяла під керівництвом фельдмаршала Едмунда Алленбі, для якого кавалерія становила значний відсоток його сил. Більшість його кінних військ була не регулярною британською кавалерією, а пустельним кінним корпусом, що складався з об'єднання австралійських, новозеландських, індійських підрозділів і полків англійських йоменів з Територіальних сил, здебільшого оснащених як кінна піхота, а не кавалерія. До середини 1918 року, за оцінками османської розвідки, Алленбі командував приблизно 11 000 кавалеристів. Сили Алленбі розгромили османські армії в безперервній серії битв, які включали широке використання кавалерії з обох сторін. Деякі кавалерійські тактики розглядають цю дію як підтвердження корисності кавалерії, але інші вказують на те, що Османська імперія переважала противника в чисельності два до одного до кінця 1918 року, хоча й не була першокласним військом. На конях також їздили британські офіцери Єгипетського верблюжого транспортного корпусу в Єгипті та Леванті під час Синайсько-Палестинської кампаній.

##### Британська Індія
Протягом усієї війни індійська кавалерія брала участь у діях як на Західному, так і на Палестинському фронтах. Особовий склад 1-ї та 2-ї індійських кавалерійських дивізій брав активну участь у боях на Західному фронті, в тому числі при переслідуванні німців, які відступали до лінії Гінденбурга та в битві при Камбре. Під час битви на Соммі 20-й Деканський кінний полк успішно атакував німецьку позицію на хребті Базентін. Унаслідок кінної атаки позиції німців були прорвані. Атака 5-ї кавалерійської бригади 1-ї дивізії в битві при Камбре завершилася успіхом, незважаючи на те, що вона проводилася проти позицій, укріплених колючим дротом і озброєних кулеметами. Такі успішні закінчення були незвичними явищами під час війни. Навесні 1918 року кілька індійських кавалерійських дивізій включили до військ Алленбі після перекидання із Західного фронту.

##### Канада
Коли почалася війна, Канадський кавалерійський полк лорда Страткони був мобілізований і відправлений до Англії для навчання. Полк служив у ролі піхоти у французьких окопах протягом 1915 року і не був повернутий до свого кінного статусу до 16 лютого 1916 року. В березні 1917 року під час оборони фронту Сомми кінні війська взяли участь у бойових діях, у ході яких канадський лейтенант Фредерік Харві був нагороджений Хрестом Вікторії за проявлену мужність та відвагу. Канадська кіннота загалом мала ті ж труднощі, що й інші країни, виходячи з реалій окопної війни і була малопридатною на передовій позиційної війни. Однак навесні 1918 року канадська кавалерія зіграла важливу роль у зупиненні останнього великого німецького наступу на Західному фронті. 30 березня 1918 року канадська кіннота атакувала німецькі позиції в битві при Морейл-Вуд, завдавши поразки переважаючим німецьким силам, підтримуваним кулеметним вогнем. Незважаючи на те, що німецькі війська здалися, три чверті з 100 кавалеристів, які брали участь в атаці, були або вбиті або поранені при наступі на 300 німецьких солдатів.

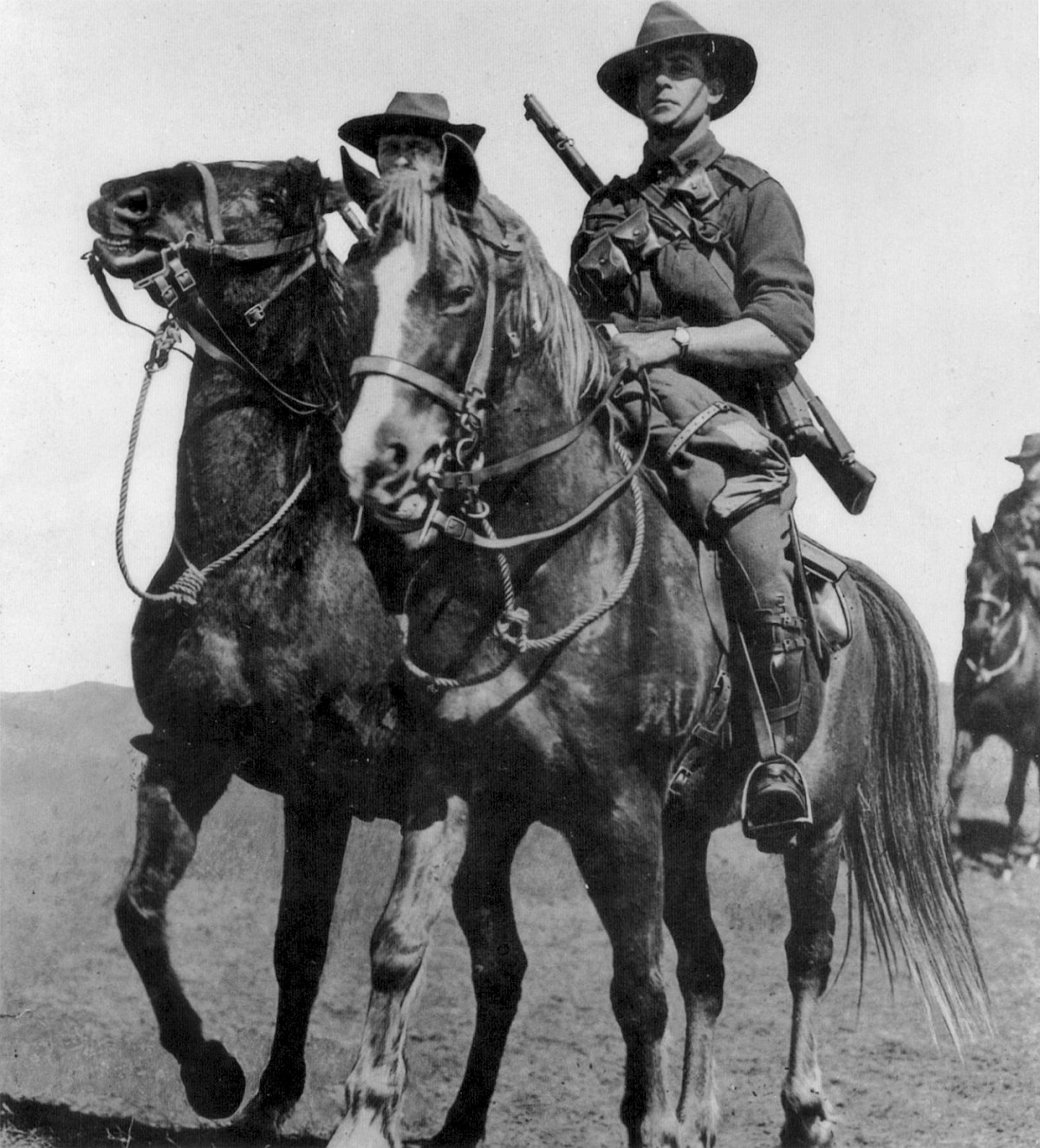
Австралійська кінна піхота на конях напередодні відправлення на фронт. 1914

##### Австралія та Нова Зеландія
Австралійсько-новозеландська кінна дивізія (відома як спішена дивізія АНЗАК) була сформована в Єгипті в 1916 році після розформування Австралійсько-Новозеландського армійського корпусу (АНЗАК). Складалася з чотирьох бригад: 1-ї, 2-ї та 3-ї австралійської легкої кінної та новозеландської стрілецької бригади. Усі спішені кінні частини воювали на Галліполі. У серпні маневрові спроможності дивізії були ефективно поєднані зі статичною 52-ю (Лоулендською) піхотною дивізією в битві при Романі, де вони відбили спробу прориву османської армії до Суецького каналу. Ця перемога зупинила просування експедиційного корпусу Кресса фон Крессенштайна (3-тя піхотна дивізія та формування Паші I) до Суецького каналу та змусила його відійти під тиском. Османський гарнізон у Магдгабі був розгромлений у грудні 1916 року дивізією з приданою бригадою Імперського верблюжого корпусу, а інше велике османське укріплення в Рафаху було захоплено в січні 1917 року. Австралійсько-новозеландські кінні підрозділи брали участь в усіх битвах за Газу: у березні в першій битві та в жовтні 1917 — у третій битві за Газу (включаючи битву за Беер-Шеву) у кавалерійських бойових порядках. У квітні 1917 року, під час Другої битви за Газу, вони атакували, спішившись. У 1918 році АНЗАК і австралійські кінні дивізії разом із кінною дивізією йоменів Пустельного кінного корпусу у березні провели дві атаки через річку Йордан на Амман, а у квітні продовжили наступ на Ес-Сальт. Австралійська кінна дивізія була озброєна мечами в середині року, і в рамках битви при Мегіддо за дев'ять днів захопила Амман (захопивши 10 300 полонених), Назарет, Джанін і Самах. Після перемир'я вони брали участь у повторній окупації Галліполі в грудні.
АНЗАК та австралійські кінні дивізії мали на озброєнні гвинтівки, багнети та кулемети, зазвичай використовуючи коней як швидкий транспорт і спішуючись для ведення піхотного бою. Підрозділи поділялися на зведені групи з чотирьох вершників, причому троє билися в ході бою, а четвертий тримав коней. Іноді вони воювали як регулярна кавалерія: у битві при Беер-Шеві під час Синайсько-Палестинської кампанії в 1917 році 4-та легка кінна бригада австралійської кінної дивізії здійснила те, що іноді називають «останнім успішним кавалерійським наступом в історії», коли два полки кінною атакою успішно прорвали оборонні позиції османської армії. Вони вишикувалися на великій території, щоб не стати ціллю для ворожої артилерії, і галопом проскакали 3 кілометри під вогнем кулеметів, маючи лише рушниці та багнети. Частина передніх рядів зазнала великих втрат при цій атаці, але більша частина бригади прорвалася, їхні коні перескочили окопи й увірвалися у ворожий табір. Деякі солдати зійшли з коней, щоб битися в окопах, а інші помчали далі до Беер-Шеви, щоб захопити місто та життєво важливі запаси води. Ця відчайдушна атака стала «вирішальною у забезпеченні перемоги Алленбі [в Палестині]».

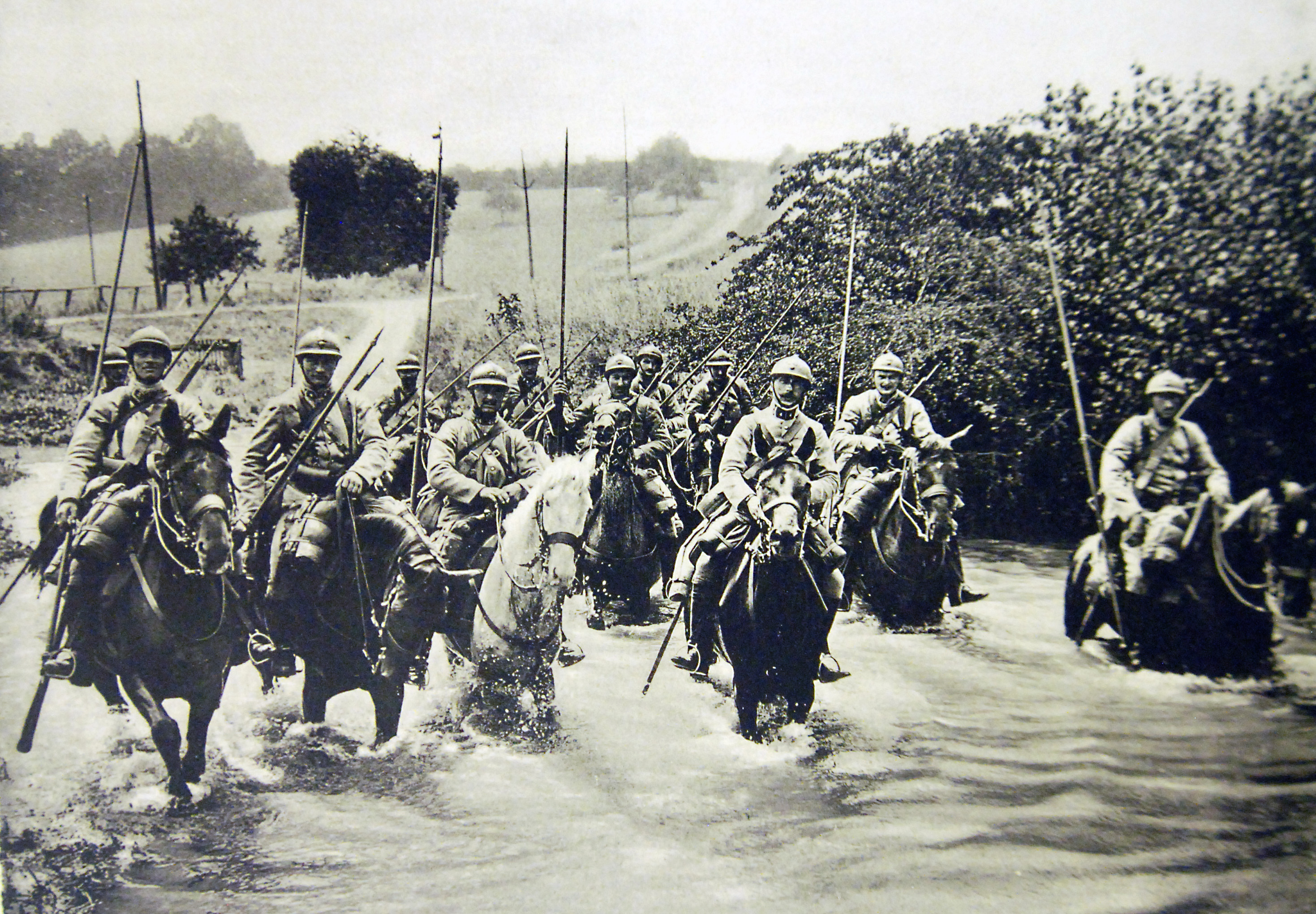
Французькі драгуни на розвідувальному завданні. 1916

#### Франція
Французька армія мала кілька різновидів кавалерійських формувань, назва, озброєння та уніформа, яких відповідно були спадщиною від попередніх часів, коли кавалерія грала виключну роль на полі бою. Кірасири і драгуни утворювали важку кавалерію, тоді як кінні шассери і гусари належать до легкої кавалерії; до них також входили африканські шассери і спагі, які були легкими вершниками, набраними в африканських колоніях Франції.
До початку бойових дій на Західному фронті французька армія мала наступний склад своєї кавалерії:
- 8-ма кавалерійська дивізія (у секторі 7-го корпусу), розгорнута в «секторі високих Вогезів» (від Бельфора до Жерарме);
- 6-та кавалерійська дивізія (21-й корпус) у Верхньому Мерті (від Фреза до Аврикура);
- 2-га кавалерійська дивізія (20-й корпус) у Нижньому Мерті (від Аврикура до Дьєлуара);
- 7-ма кавалерійська дивізія (6-й корпус) у південному Ваврі (від Понт-а-Муссона до Конфланза);
- 4-та кавалерійська дивізія (у 2-му корпусі) у північному Ваврі (від Конфланза до Живе)[Прим. 1].

Французькі кінні полки зіткнулися з тими ж труднощами, що й кавалерія британців на Західному фронті, догляд за кіньми в умовах воєнних дій був доволі проблематичним. Перша битва на Марні довела непотрібність кавалерії та навіть упряжного коня проти знаменитих таксі Renault Taxi de la Marne, коли у вересні 1914 року 1300 паризьких таксі марки Renault Type AG були використані французькою армією під проводом генерала Жозефа Галлієні для перевезення 6 000 солдатів з Парижа на фронт у ріки Марни, де французькі війська завдяки цьому змогли перемогти.
На думку англосаксів, французи не були досвідченими вершниками: «Французький вершник 1914 року чудово тримається на коні, але він поганий знавець коня. Йому не спадає на думку злізти щоразу, коли він це може зробити, тому тисячі тварин страждають від болю в спині». Наслідком такого недбалого ставлення вже наприкінці серпня 1914 року було те, що шоста частина французьких коней виявилася непридатною. Після цього французи уникали до застосування власної кінноти в загальновійськовому бою, наприклад, коли в червні 1918 року улани атакували ворожі лінії, вони здійснювали це пішки, залишивши тварин у таборі. Тим не менш, у деяких ситуаціях застосування кавалерії значно вплинуло на результати бою. Так, 30 травня 1918 року під час Другої битви на Марні, у той час як 74-ту піхотну дивізію генерала Шарля де Лардемеля було відкинуто до Шодена, коли склалася критична ситуація поблизу Плуазі, 4-й ескадрон 10-го полку кінних егерів, задіяний для забезпечення зв'язку та безпеки, провів атаку, підтримуючи підрозділи 299-го піхотного полку. За наказом капітана д'Аву, кінні єгері атакували зненацька, і, ціною лише одного пораненого, відтіснили частини 9-ї баварської дивізії. Це одна з останніх французьких кінних атак в історії армії.

#### Російська імперія
Влітку 1914 року, перед початком Першої світової війни, російська імператорська армія мала у складі своєї сухопутної компоненти найчисельнішу кінноту. За даними російських істориків, кіннота російської армії складалася з 123 кавалерійських, козацьких і кінно-інородницьких полків і 3-х окремих кінних дивізіонів. Ці полки і один дивізіон були об'єднані у 24 дивізії (1-ша і 2-га гвардійські, з 1-ї по 15-ту кавалерійські, Кавказька кавалерійська, 1-ша Донська, 2-га Зведена, з 1-ї по 3-тю Кавказькі та 1-ша Туркестанська козача) і 8 окремих бригад (Гвардійська кавалерійська, 1-ша — 3-тя кавалерійські, Уссурійська кінна, Закаспійська, Сибірська та Забайкальська козачі). До цих дивізій і бригад входили 116 полків (13 гвардійських, 19 драгунських, 17 уланських, 18 гусарських, 48 козацьких, 1 кінно-інородницький) і кінно-інородницький дивізіон. Сім полків (один драгунський, два кінно-інородницькі та чотири козацькі) і два козацькі дивізіони в дивізії та бригади не входили.
У 24 дивізіях та 8 окремих бригадах кінноти було 674 ескадрони і сотні. Більшість кавалерійських та козачих дивізій складалося з 24 ескадронів та сотень (4 полки по 6 ескадронів або сотень). Виняток становили 4 дивізії: 1-ша гвардійська кавалерійська — 28 ескадронів та сотень (7 полків по 4 ескадрони або сотні). У воєнний час всі полки, крім лейб-гвардії Зведено-Козачого, передбачалося довести до 6 ескадронів чи сотень; 12-та кавалерійська — 22 ескадрони та сотні (3-й Уфімсько-Самарський полк Оренбурзького козачого війська складався з 4 сотень, у воєнний час передбачалося довести до 6 сотень); 3-тя Кавказька козача — 18 сотень (Дагестанський кінний полк — 4 сотні, Осетинський кінний дивізіон — 2 сотні); 1-ша Туркестанська козача дивізія — 20 сотень (5 полків по 4 сотні). Навесні 1915 року Росія розпочала формування кавалерійських корпусів, загалом було сформовано 12 кінних об'єднань
За поглядами російського вищого військового командування вважалося, що її вершники потужним ударом увірвуться глибоко в серце Німеччини. Хоча російські кінні війська увійшли до Німеччини, незабаром їх зустріли німецькі сили. У серпневій битві під Танненбергом 1914 року війська під проводом німецького фельдмаршала Пауля фон Гінденбурга та генерал-лейтенанта Еріха Людендорфа оточили 2-гу російську армію та знищили кінну силу донських козаків, яка служила особливою гвардією російського генерала від кавалерії Олександра Самсонова. Інші російські кавалерійські підрозділи успішно переслідували відступаючі австро-угорські війська у вересні 1914 року, при цьому безперервний бій зрештою призвів до втрат 40 000 із 50 000 чоловік австро-угорського XIV Тірольського корпусу, до складу якого входив 6-й кінно-стрілецький полк. Транспортування кінних формувань створювало неабиякі труднощі для і без того напруженої російської інфраструктури, оскільки великі відстані й значні вантажі, які потрібно було переміщати, означали, що їх доводилося перевозити залізницею. Так, для транспортування кавалерійської дивізії чисельністю 4000 осіб була потрібна приблизно така ж кількість ешелонів (близько 40), що й для транспортування 16 000 штиків регулярної піхотної дивізії.

#### США
До 1916 року американська кавалерія складалася з 15 424 осіб, організованих у 15 кавалерійських полків, включаючи штаб, підрозділи постачання, кулеметні та стрілецькі війська. Незадовго до офіційного вступу США у війну кіннота отримали значний досвід у 1916 і 1917 роках під час експедиції Панчо Вілья в Мексиці, яка сприяла підготовці кавалерії США до вступу в Першу світову війну. У травні 1917 року, через місяць після оголошення США війни набув чинності Закон про національну оборону, за яким були розгорнути з 18-го по 25-й кавалерійські полки США, а пізніше того ж місяця було створено ще двадцять кавалерійських полків. Однак британський досвід у перші роки війни довів, що окопна війна та зброя, яка включала кулемети та артилерію, зробили кавалерійську війну непрактичною. Так, 1 жовтня наказом Конгресу вісім нових кавалерійських полків було перетворено на полки польової артилерії, а до серпня 1918 року двадцять кінних підрозділів Національної армії було перетворено на 39 батарей траншейних мінометів або артилерійських. Деякі кінні підрозділи 2-го, 3-го, 6-го і 15-го кавалерійських полків супроводжували Американські експедиційні сили в Європі. Солдати працювали в основному конюхами та ковалями, доглядаючи за артилерією, медичним корпусом та транспортними службами.
Лише наприкінці серпня 1918 року американська кавалерія вступила в бій. Зведений ескадрон із 418 офіцерів і рядових з 2-го кавалерійського полку, був створений, щоб служити розвідниками та кур'єрами під час наступу на Сент-Мієль. 11 вересня 1918 року ці війська проїхали вночі через нічийну землю і проникли на п'ять миль у тил німецької лінії. Опинившись там, кіннота була розгромлена і мусила повернутися на територію союзників. Незважаючи на те, що ескадрон діяв у Маас-Аргоннському наступі, до середини жовтня він був відведений з фронту, залишившись лише з 150 людьми.

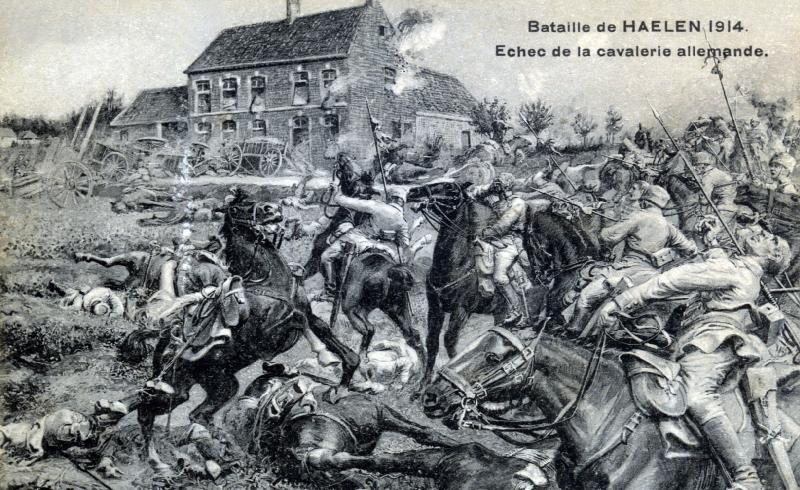
Бійня німецької кавалерії в бою при Галені. Серпень 1914

### Троїстий союз

#### Німецька імперія
Імперська армія Німеччини у мирний час нараховувала 25 корпусів (гвардійський, I—XXI і I—III баварський), кожен з двох дивізій і кожна дивізія мала у своєму бойовому складі двохполкову кавалерійську бригаду. Гвардійський корпус мав чотири кавалерійські бригади, організовані як Гвардійська кавалерійська дивізія, єдина кавалерійська дивізія мирного часу в кайзерівської армії. Також три корпуси мали додаткову кавалерійську бригаду:
- 43-тя кавалерійська бригада додана до 2-ї дивізії I корпусу
- 44-та кавалерійська бригада при 12-й дивізії VI корпусу
- 45-та кавалерійська бригада при 34-й дивізії XVI корпусу

Загалом німецька армія на літо 1914 року нараховувала 55 бригад і 110 полків кінноти.
По мобілізації німецька армія сформувала 4 кавалерійські корпуси для Західного фронту (на Східному діяла лише одна кавалерійська дивізія). Спочатку кожен складався з 2 або 3 кавалерійських дивізій без будь-якого комлекту корпусних військ.
Під час Прикордонної битви німецькі кавалерійські дивізії, ймовірно, найбільше з'єднання кавалерії, коли-небудь організоване в Західній Європі, 12 серпня 1914 року вперше вступили в бій з бельгійцями в битві при Галені. Це зіткнення стало також відоме як «Битва срібних шоломів», оскільки спустошені німецькі війська з II кавалерійського корпусу під командуванням генерала Георга фон дер Марвіца залишили на полі битви багато своїх касок. Пізніше німецька кавалерія зіткнулася з 5-ю французькою армією, яка також мала кавалерійський корпус під командуванням генерала Андре Сорде. Німецька 1-ша та 2-га армії, що становили сильний правий фланг, мали найбільші кавалерійські сили, понад корпус у кожній, тоді як інші армії містили підрозділи до дивізії чи трохи більше. Результатом цих боїв було виснаження тисяч коней, що зробило застосування кавалерійських підрозділів малоефективним.
Результатом такого застосування стало те, що на початку 1915 року, із зміцненням системи окопів, кавалерійські об'єднання та з'єднання вже не могли знайти застосування на Західному фронті. II і IV кавалерійські корпуси були розформовані, а I і III кавалерійські корпуси переведені на Східний фронт. У червні 1915 року для розвитку успішного наступу на курляндському напрямку були розгорнуті ще V і VI кавалерійські корпуси.